# Пайпертон (Теннессі)
Пайпертон (англ. Piperton) — місто (англ. city) в США, в окрузі Файєтт штату Теннессі. Населення — 2263 особи (2020).

## Географія
Пайпертон розташований за координатами 35°3′5″ пн. ш. 89°36′36″ зх. д. / 35.05139° пн. ш. 89.61000° зх. д. (35.051437, -89.609930).  За даними Бюро перепису населення США в 2010 році місто мало площу 70,72 км², з яких 70,40 км² — суходіл та 0,32 км² — водойми.

## Демографія
Згідно з переписом 2010 року, у місті мешкало 1445 осіб у 576 домогосподарствах у складі 460 родин. Густота населення становила 20 осіб/км².  Було 625 помешкань (9/км²).
Расовий склад населення:
| - 73,8 % — білих - 24,3 % — чорних або афроамериканців - 0,7 % — азіатів - 0,1 % — корінних американців |

До двох чи більше рас належало 0,6 %. Частка іспаномовних становила 1,3 % від усіх жителів.
За віковим діапазоном населення розподілялося таким чином: 16,2 % — особи молодші 18 років, 63,3 % — особи у віці 18—64 років, 20,5 % — особи у віці 65 років та старші. Медіана віку мешканця становила 50,9 року. На 100 осіб жіночої статі у місті припадало 97,7 чоловіків;  на 100 жінок у віці від 18 років та старших — 94,1 чоловіків також старших 18 років.
Середній дохід на одне домашнє господарство  становив 120 563 долари США (медіана — 91 806), а середній дохід на одну сім'ю — 139 046 доларів (медіана — 99 276). За межею бідності перебувало 6,7 % осіб, у тому числі 2,4 % дітей у віці до 18 років та 10,4 % осіб у віці 65 років та старших.
Цивільне працевлаштоване населення становило 916 осіб. Основні галузі зайнятості: роздрібна торгівля — 16,9 %, освіта, охорона здоров'я та соціальна допомога — 16,9 %, виробництво — 10,0 %, фінанси, страхування та нерухомість — 9,9 %.